# 카 도로

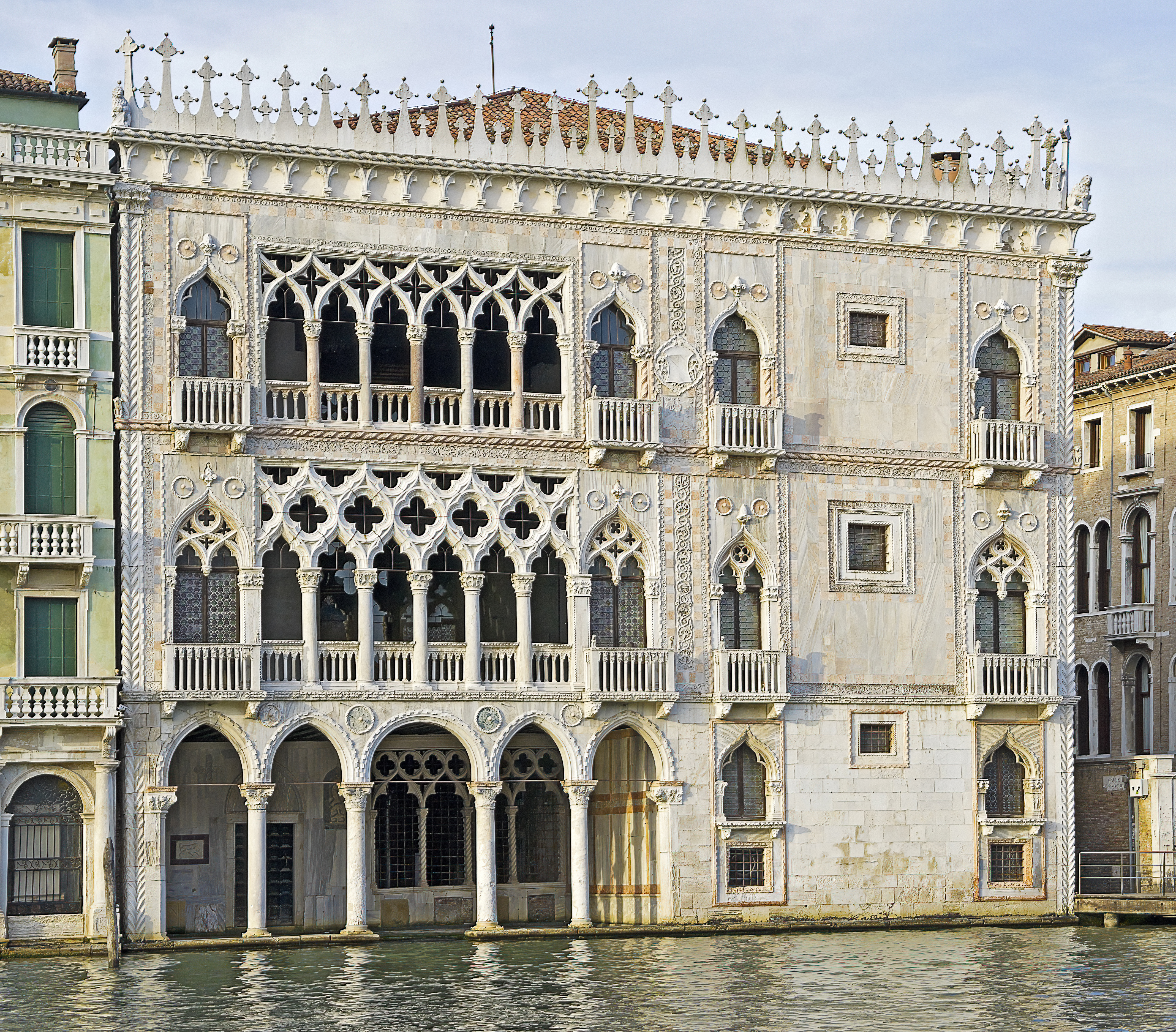
카 도로

카 도로(이탈리아어: Ca' d'Oro)는 이탈리아 베네치아 카날 그란데에 있는 궁전이다. 1927년부터는 미술관으로 사용되고 있기 때문에 프란게티 미술관(Galleria Franchetti)이라고도 한다.

## 역사
저택은 1428년부터 1430년에 걸쳐 베네치아 귀족 콘타리니 가문을 위해 지어졌다. 콘타리니 가문에서 1043년부터 1676년 사이에 8명의 베네치아 도제를 배출하였다. 도제가 된 사람은 궁전에서 나가 두칼레 궁전으로 이주하는 것이 통례였다. 카 도로의 건축을 한 것은 조반니 본과 그의 아들 바르톨로메오 본이다. 1797년 베네치아 공화국이 멸망하면서 카 도로의 소유자는 수 차례 바뀌었다.